# Austrian Holocaust Memorial Award
L'Austrian Holocaust Memorial Award (AHMA) è stato creato nel 2006 dal Servizio austriaco all'estero. Il premio viene assegnato annualmente ad una persona scelta tra coloro che si siano particolarmente distinti per preservare e difendere la memoria della Shoah.
A partire dal 1992 giovani austriaci prestano il loro servizio in questo senso in vari paesi del mondo come Argentina, Belgio, Bulgaria, Cina, Germania, Regno Unito, Francia, Israele, Italia, Lituania, Paesi Bassi, Norvegia, Polonia, Russia, Repubblica Ceca, Ucraina, Ungheria e Stati Uniti.
Questi giovani dichiarano a nome del proprio paese di assumersi collettivamente la responsabilità dei crimini commessi dagli austriaci durante il periodo del regime nazionalsocialista. Alla fine dell'anno, chi viene ritenuto essersi maggiormente impegnato e distinto in quest'attività viene insignito dell'AHMA.
Il 17 ottobre 2006 il premio è stato consegnato durante una cerimonia svoltasi nel consolato generale austriaco allo storico cinese Pan Guang. A consegnarlo è stato il rappresentante della comunità ebraica di Shanghai, Maurice Ohana.
Il giornalista brasiliano Alberto Dines ha ricevuto l'AHMA nell'ottobre 2007 nel consolato generale austriaco di Rio de Janeiro.

## I premiati
- 2006 Pan Guang, Centro per gli studii ebraici di Shanghai, Cina
- 2007 Alberto Dines, Casa Stefan Zweig, Petrópolis, Brasilia
- 2008 Robert Hébras, Centre de la mémoire d'Oradour sur Glane, Oradour sur Glane, Francia
- 2009 Jay M. Ipson, Virginia Holocaust Museum, Richmond (Virginia), Stati Uniti d'America
- 2010 Eva Marks, Melbourne, Australia
- 2011 Auschwitz Jewish Center, Oświęcim, Polonia
- 2012 Ladislaus Löb, Brighton, Inghilterra
- 2013 Hugo Höllenreiner, Ingolstadt, Germania
- 2014 Margers Vestermanis, Riga, Lettonia
- 2015 Erika Rosenberg, Buenos Aires, Argentina
- 2016 Giorgio Frassineti, Predappio (Forlì), Italia
- 2017 Ruben Fuks, Belgrad, Serbia
- 2018 Alla Gerber e Ilja Altman, Mosca, Russia
- 2019 Tomislav Dulic, Uppsala, Svezia